# Castell d'Artstetten
El Castell d'Artstetten fou una de les més significatives residències d'estiu de la família imperial d'Àustria i posteriorment fou utilitzada com a residència per diversos membres de la família dels Habsburg.
Localitzat a la regió austríaca de Wachau, a l'actual land de la Baixa Àustria, el Castell entrà a formar part del patrimoni de la família imperial l'any 1835 quan l'arxiduc Francesc Carles d'Àustria el comprà. Posteriorment, l'arxiduc el regalà al seu tercer fill, l'arxiduc Carles Lluís d'Àustria.
L'arxiduc Carles Lluís d'Àustria el transformà amb la seva residència principal on passava tant l'hivern com l'estiu. Carles Lluís introduí importants novetats al Castell com un bany complet o una cuina d'avantguarda del segle xix.
L'any 1889, l'arxiduc Carles Lluís d'Àustria decidí traspassar la propietat del castell al seu fill primogènit, l'arxiduc Francesc Ferran d'Àustria que en aquell mateix any esdevingué presumiblement hereu a la Corona austrohongaresa després de la mort de l'arxiduc Rodolf d'Àustria.
L'arxiduc Francesc Ferran d'Àustria remodelà completament al castell i decidí construir-hi una cripta funerària després que, a conseqüència del seu matrimoni morganàtic amb la duquessa Sofia Chotek von Chotkowa, se li impedís ser enterrat a la Cripta dels Caputxins de Viena, lloc ancestral on són enterrats tots els Habsburg.
Amb l'assassinat de l'arxiduc Francesc Ferran a Sarajevo l'any 1914 el castell passà a ser propietat del seu fill primogènit, el duc Maximilià de Hohenberg. L'any 1938 foren detinguts pels nacionalsocialistes al Castell, el duc Maximilià de Hohenberg i el príncep Ernest de Hohenberg opositors del règim nacionalsocialista. Maximilià i Eugeni foren traslladats al camp de concentració de Dachau, essent els primers austríacs a arribar-hi.
El Castell d'Artstetten i tota la propietat al seu voltant fou confiscada pel règim nacionalsocialista i no fou fins a l'any 1949 que la República d'Àustria decidí retorna als Hohenberg el castell.
El duc Maximilià de Hohenberg traspassà el castell al seu fill primogènit, el príncep Francesc Ferran de Hohenberg i aquest a la seva esposa, la princesa Elisabet de Luxemburg que el cedí en vida a la seva filla, la duquessa Anna de Hohenberg que l'any 1982 ignaugurà un museu dedicat a la memòria dels seus besavis, l'arxiduc Francesc Ferran d'Àustria i la duquessa Sofia Chotek von Chotkowa.